# Cronaca di Galaxidi
La Cronaca di Galaxidi (in greco Χρονικό του Γαλαξειδίου?) è una cronaca greca scritta nel 1703 che descrive la storia della città di Galaxidi, sulla sponda settentrionale del Golfo di Corinto, e della sua regione più ampia, che comprende le città di Lepanto, Amfissa e Lidoriki, dal Medioevo al 1690. È stato scritto dal monaco Euthymios in lingua volgare utilizzando fonti originali trovate nel Monastero di Cristo Salvatore. Scoperto nel 1864, fu pubblicato dallo studioso greco Konstandìnos Sàthas nel 1865.
L'opera viene ritenuta affidabile e importante circa il resoconto delle invasioni e delle migrazioni slave nel Golfo di Corinto durante il X secolo, come l'invasione bulgara del Peloponneso sotto i Romani e i movimenti di resistenza del periodo tardo bizantino nei Balcani meridionali. Essa contiene anche informazioni aggiuntive sulla presenza normanna nel IX secolo e sulle attività dei pirati latini durante il XIII secolo.

## Edizioni
- (EL) Χρονικόν ανέκδοτον Γαλαξειδίου: ή Ιστορία Αμφίσσης, Ναυπάκτου, Γαλαξειδίου, Λοιδορικείου και των περιχώρων από των αρχαιοτάτων μέχρι των καθ' ημάς χρόνων μετά προλεγομένων και άλλων ιστορικών σημειώσεων εν ω προσήρτηται πραγματεία και πίναξ ανεκδότων νομισμάτων του μεσαίωνος / νυν πρώτον εκδίδοντος Κωνσταντίνου Ν. Σάθα, Atene, 1865.